# Av norrøn ætt
Av norrøn ætt (norveški: "Nordijskog podrijetla") drugi je studijski album norveškog black/viking metal sastava Helheim. Album je 1997. godine objavila diskografska kuća Solistitium Records. 
Album su 2006. godine u digipak inačici ponovno objavili izdavači Karisma Records i Dark Essence Records.

## Popis pjesama
Tekstovi: Vanargandr. 
| 1.    | »En forgangen tid« (Davno doba)                                                  | Hrymr       | 2:54  |
| 2.    | »Vinterdøden« (Zimska smrt)                                                      | Hrimgrimnir | 10:18 |
| 3.    | »Fra Ginnunga-gap til evig tid« (Od Ginnungagapa do vječnog doba)                | Vanargandr  | 6:50  |
| 4.    | »Mørk, evig vinter« (Mračna, vječna zima)                                        | Vanargandr  | 9:25  |
| 5.    | »Åpenbaringens natt« (Noć otkrivenja)                                            | Vanargandr  | 7:24  |
| 6.    | »De eteriske åndevesenes skumringsdans« (Vječni ponoćni ples duhovnih stvorenja) | Hrimgrimnir | 8:45  |
| 7.    | »Av norrøn ætt« (O nordijskom podrijetlu)                                        | Hrimgrimnir | 9:34  |
| 55:10 |                                                                                  |             |       |

## Zasluge
Helheim
- Vanargandr – vokali, bas-gitara
- Hrimgrimnir – vokali, gitara, naslovnica, logotip
- Hrymr – bubnjevi, klavir, programiranje

Dodatni glazbenici
- Haldis – violina
- Belina – sopranski vokal, truba

Ostalo osoblje
- Helge Skodvin – fotografija
- Erik Andersen – omot albuma
- Pytten – produkcija, inženjer zvuka